# Елізабет Бенкс
Елізабет Айрін (або Мейрсел) Мітчелл (англ. Elizabeth Irene / Maresal Mitchell), відома як Елізабет Бенкс (англ. Elizabeth Banks, нар. 10 лютого 1974) — американська акторка, популярна у 2000-х, режисерка, сценаристка та продюсерка. Зіграла в фільмах «Сорокалітній незайманий», «Зак і Мірі знімають порно» та «Людина-Павук».

## Життєпис
Народилася 10 лютого 1974 року в Піттсфілді, штат Массачусетс, США, старшою з чотирьох дітей Енн (до шлюбу Воллес) та Марка. Її батько був робочим на заводі General Electric, а мати до недавнього часу працювала в банку. Ще дитиною Елізабет брала участь в дитячій ігровій передачі на каналі Nickelodeon під назвою «Finders Keepers». Вона закінчила школу в 1992 році, а в 1996 році із червоним дипломом здобула вищу освіту в університеті Пенсильванії. У 1998 закінчила навчання в американській театральній консерваторії.
5 липня 2003 року одружилася з Максом Гандельманом, з яким товаришувала ще з коледжу, прийнявши для шлюбу юдаїзм. У 2013 році, говорячи про свою релігію, вона заявила, що сповідує юдаїзм, хоча «у мене не було своєї мікви, так що, технічно, я не навернена», але що вона «по суті була єврейкою близько 15 років», додавши: «Чесно кажучи, оскільки я вже роблю все [виконуючи релігійні обряди], я відчуваю, що я настільки єврейка, наскільки я коли-небудь буду».
Протягом кількох років намагалась завагітніти, але лікування не принесло результату.
У березні 2011 року їх сина Фелікса народила сурогатна мати. 

## Кар'єра
Змінила ім'я, щоб її не плутали із акторкою Елізабет Мітчелл. Дебютувала у незалежній картині «Surrender Dorothy» під іменем Елізабет Кейсі. Бенкс відома за ролями у «Фавориті» режисера Гері Росса, у фільмі «Висоти» Кріса Терріо, «Людина-Павук» (роль Бетті Брент) та культової комедії «Спекотне американське літо».
У травні 2006 року з'явилась у фіналі 5-го сезону комедійної драми канала NBC «Клініка» у ролі лікарки Кім Бриггс. Її дебют був настільки вдалим, що потім її кілька разів повертали у серіал.
У 2008 році Бенкс виконала роль першої леді США Лори Буш у фільмі Олівера Стоуна «Дабл ю».
Зайняла 75 місце в списку «99 найбажаніших жінок» 2015 за версією AskMen.

## Фільмографія

### Фільми
| Рік  |    | Українська назва                   | Оригінальна назва                     | Роль                         |
| ---- | -- | ---------------------------------- | ------------------------------------- | ---------------------------- |
| 1998 | ф  | Здати Дороті                       | Surrender Dorothy                     | Вікі                         |
| 1999 | ф  | Незапрошений                       | Uninvited                             | репортерша                   |
| 2000 | ф  | Шафт                               | Shaft                                 | подруга Трея                 |
| 2001 | ф  | Спекотне американське літо         | Wet Hot American Summer               | Ліндсей                      |
| 2002 | ф  | Людина-павук                       | Spider-Man                            | Бетті Брант                  |
| 2002 | ф  | Віднесені                          | Swept Away                            | Деббі                        |
| 2002 | ф  | Спіймай мене, якщо зможеш          | Catch Me If You Can                   | Люсі                         |
| 2003 | ф  | Фаворит                            | Seabiscuit                            | Марсела Ховард               |
| 2004 | ф  | Людина-павук 2                     | Spider-Man 2                          | Бетті Брант                  |
| 2005 | ф  | Сестри                             | The Sisters                           | Ненсі Пікет                  |
| 2005 | ф  | Сорокалітній незайманий            | The 40-Year-Old Virgin                | Бет                          |
| 2005 | ф  | Долтри Келхун                      | Daltry Calhoun                        | Мей                          |
| 2006 | ф  | Непереможний                       | Invincible                            | Джанет Кентвел               |
| 2006 | ф  | Слимак                             | Slither                               | Старла Грант                 |
| 2007 | ф  | Людина-павук 3: Ворог у тіні       | Spider-Man 3                          | Бетті Брант                  |
| 2007 | ф  | Знайомтесь: Білл                   | Meet Bill                             | Джесс                        |
| 2007 | ф  | Фред Клаус, брат Санти             | Fred Claus                            | Шарлін                       |
| 2008 | ф  | Так, можливо                       | Definitely, Maybe                     | Сара Гейс/ Емілі Джонс       |
| 2008 | ф  | Знайомтесь: Дейв                   | Meet Dave                             | Джина Моррісон               |
| 2008 | ф  | Зак та Мірі знімають порно         | Zack and Miri Make a Porno            | Мірі                         |
| 2008 | ф  | Буш                                | W.                                    | Лаура Буш                    |
| 2008 | ф  | Дорослі забави                     | Role Models                           | Бет                          |
| 2009 | ф  | Непрохані                          | Uninvited                             | Рейчел Саммерс               |
| 2010 | ф  | Три дні на втечу                   | The Next Three Days                   | Лара                         |
| 2011 | ф  | Мій придуркуватий брат             | Our Idiot Brother                     | Міранда                      |
| 2012 | ф  | Чого чекати, коли чекаєш на дитину | What to Expect When You're Expecting  | Венді                        |
| 2012 | ф  | Голодні ігри                       | The Hunger Games                      | Еффі Бряк                    |
| 2012 | ф  | На межі                            | Man on a Ledge                        | Лідія Мерсер                 |
| 2012 | ф  | Люди як ми                         | People Like Us                        | Френкі                       |
| 2012 | ф  | Ідеальний голос                    | Pitch Perfect                         | Гейл Абернаті Маккадден      |
| 2013 | ф  | Movie 43                           | Movie 43                              | Емі                          |
| 2013 | ф  | Голодні ігри: У вогні              | The Hunger Games: Catching Fire       | Еффі Бряк                    |
| 2014 | ф  | Маленькі події                     | Little Accidents                      | Даян Дойл                    |
| 2014 | мф | Лего. Фільм                        | The Lego Movie                        | Вілдстайл / Люсі (озвучення) |
| 2014 | ф  | Кожна секретна річ                 | Every Secret Thing                    | детектив Ненсі Портер        |
| 2014 | ф  | Блондинка в ефірі                  | Walk of Shame                         | Меган Майлс                  |
| 2014 | ф  | Любов і милосердя                  | Love & Mercy                          | Мелінда Ледбеттер            |
| 2014 | ф  | Голодні ігри: Переспівниця 1       | The Hunger Games: Mockingjay — Part 1 | Еффі Бряк                    |
| 2015 | ф  | Голодні ігри: Переспівниця 2       | The Hunger Games: Mockingjay – Part 2 | Еффі Бряк                    |
| 2015 | ф  | Ідеальний голос 2                  | Pitch Perfect 2                       | Гейл Абернаті Маккадден      |
| 2015 | ф  | Супер Майк XXL                     | Magic Mike XXL                        | Періс                        |
| 2017 | ф  | Могутні рейнджери                  | Power Rangers                         | Ріта Репульса                |
| 2017 | кф | Астероїди!                         | Asteroids!                            | Чіз                          |
| 2017 | ф  | Ідеальний голос 3                  | Pitch Perfect 3                       | Гейл Абернаті Маккадден      |
| 2018 | ф  | Іграшки для дорослих               | The Happytime Murders                 | Дженні                       |
| 2019 | мф | Lego Фільм 2                       | The Lego Movie 2: The Second Part     | Люсі (озвучення)             |
| 2019 | ф  | Брайтберн                          | Brightburn                            | Торі Браєр                   |
| 2019 | ф  | Ангели Чарлі                       | Charlie's Angels                      | Сюзан Бослі                  |
| 2019 | кф | (відеокліп)                        | Don't Call Me Angel                   | Сюзан Бослі                  |
| 2022 | ф  | Подзвони Джейн                     | Call Jane                             | Джой                         |
| 2023 | ф  | Плюшева бульбашка                  | The Beanie Bubble                     | Роббі                        |
| 2023 | мф | Міграція                           | Migration                             | Пем (озвучення)              |
| 2024 | ф  |                                    | A Mistake                             | Бет Тейлор                   |
| 2024 | ф  |                                    | Skincare                              | Хоуп Ґолдман                 |

### Телебачення
| Рік       |    | Українська назва                    | Оригінальна назва                 | Роль                                                     |
| --------- | -- | ----------------------------------- | --------------------------------- | -------------------------------------------------------- |
| 1999      | с  | Всі мої діти                        | All My Children                   | Розалі (епізод "22 November 1999")                       |
| 1999      | с  | Третя зміна                         | Third Watch                       | Елейн Ельчісак (епізод "Patterns")                       |
| 2000      | с  | Секс і місто                        | Sex and the City                  | Кетрін (епізод "Politically Erect")                      |
| 2001      | с  | Закон і порядок: Спеціальний корпус | Law & Order: Special Victims Unit | Джайна Тобіас Янсен (епізод "Sacrifice")                 |
| 2002      | с  | Без сліду                           | Without a Trace                   | Клариса (епізод "Snatch Back")                           |
| 2005      | с  |                                     | Stella                            | Тамара (епізод "Meeting Girls")                          |
| 2006—2009 | с  | Клініка                             | Scrubs                            | доктор Кім Бріггс (17 епізодів)                          |
| 2009—2020 | с  | Американська сімейка                | Modern Family                     | Сел (7 епізодів)                                         |
| 2010—2012 | с  | 30 потрясінь                        | 30 Rock                           | Ейвері Джессап (15 епізодів)                             |
| 2012      | мс | Сім'янин                            | Family Guy                        | Пем Фішман (епізод "Into Fat Air")                       |
| 2012      | мс | Робоцип                             | Robot Chicken                     | Місіс Клаус / Скарлет (епізод "ATM Christmas Special")   |
| 2015      | с  | Суботнього вечора в прямому ефірі   | Saturday Night Live               | гість (епізод "Elizabeth Banks / Disclosure")            |
| 2017      | с  | Угамуй свій запал                   | Curb Your Enthusiasm              | камео (епізод "A Disturbance in the Kitchen")            |
| 2020      | с  | Місіс Америка                       | Mrs. America                      | Джилл Ракелшаус (9 епізодів)                             |
| 2022      | с  | Хлопаки                             | The Boys                          | камео (епізод "Herogasm")                                |
| 2023      | мс | Сімпсони                            | The Simpsons                      | Персефона (епізод "Thirst Trap: A Corporate Love Story") |